# Kaiser
Pour l’article homonyme, voir Kaiser (homonymie).
Kaiser est le titre allemand pour empereur . Bien que logiquement kaiser s'applique à toutes les personnes ayant un grade supérieur que Roi (König ), il ne s'applique principalement aux empereurs de l'Empire allemand unifié (1871-1918) et aux empereurs de l'Empire d'Autrichie (1804-1918). Durant la Première Guerre mondiale, l'antigermanisme était à son apogée, le terme kaiser, surtout appliqué à Guillaume II, empereur allemand, a acquis des connotations négatives considérables dans les pays anglophones.

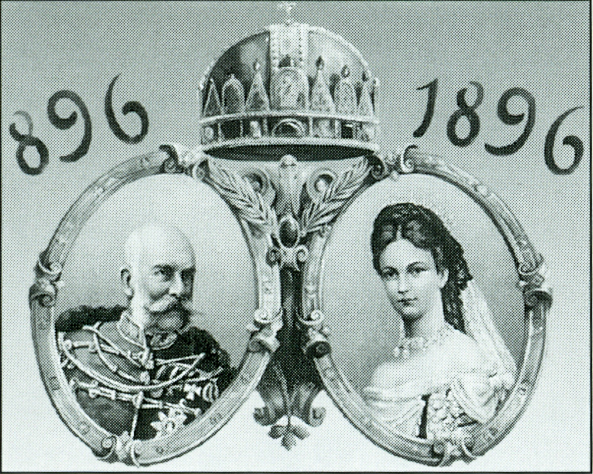
L'empereur d'Autriche François-Joseph Ier et l'impératrice Élisabeth de Wittelsbach.

En Europe centrale, plus particulièrement entre le nord de l'Italie, l'ouest de l'Autriche, l'ouest de l'Ukraine, en Bavière et le sud de la Pologne, le terme kaiser est associé à l'empereur François-Joseph Ier, plus précisément le terme Der Kaiser (l'empereur). Notamment grâce à son long règne (1848-1916) et à l'âge d'or qu'on lui a associé, le terme kaiser jouit bien souvent d'un grand respect historique.

## Étymologie et usages
Comme le titre de « tsar » en macédonien, bulgare, serbe, ukrainien, russe et biélorusse, le terme « Kaiser » dérive directement du titre de « César » des empereurs romains, qui à son tour dérive du nom personnel des « Julii Caesares », une branche de la gens Julia (sorte de clan), à laquelle appartenait Gaius Julius Caesar (couramment appelé Jules César), l'ancêtre de la dynastie julio-claudienne . Il a été suggéré, sur la base d'une anecdote rapportée par Suétone (Divus Julius 79.2), que César lui-même aurait autrefois utilisé son cognomen (surnom) en guise de titre, mais cela est finalement peu probable.
Bien que les monarques britanniques appelés « Empereur de l'Inde » étaient également appelés Kaisar-i-Hind en hindi et en ourdou ca n'a pas de lien avec kaiser car Kaisar-i-Hind vient du Perse Kaysar, et non de l'allemand.
- Le terme Kaiserwetter (le temps de l'empereur) est une expression familière qui signifie en allemand « temps ensoleillé » avec un ciel bleu profond et sans nuages. Selon Duden, ce proverbe remonte au soleil généralement brillant du 18 août, jour de l'anniversaire de l'empereur François-Joseph Ier d'Autriche.
- Le Kaiserschmarrn (le mess de l'empereur) est une crêpe légèrement sucrée qui tire également son nom de François-Joseph Ier.
- Le mot kaiser est également utilisé pour désigner le Kaisersemmel (petit pain de l'empereur), le Kaiserfleisch (viande de l'empereur) ou le Kaisersuppe (soupe de l'empereur) autrichiens, la meilleure augmentation de salaire.
- Le mot kaiser est censé désigner l'augmentation ultime, la plus élevée, la meilleure de son genre
- Les Kaiserjäger et les Kaiserschützen étaient des unités d'élite spéciales des forces armées impériales et royales (k.u.k.) austro-hongroises, notamment exprimées par la partie du nom Kaiser.

Der Kaiser est le surnom de Franz Beckenbauer, un footballeur allemand actif dans les années 1960 et 1970 qui a été capitaine de l'Allemagne de l'Ouest lors du titre de la Coupe du monde 1974. C'est également le surnom du coureur de ski autrichien et champion olympique de 1976, Franz Klammer, tous deux en allusion à l'empereur autrichien François Ier.

## Histoire allemande et ancienne appellation du titre
Les empereurs du Saint-Empire romain germanique (962-1806) s'appelaient eux-mêmes Kaiser, combinant le titre impérial avec celui de roi des Romains (porté par l'héritier avant le couronnement impérial), ils considéraient leur règne comme une continuation de celui des empereurs romains et utilisaient le titre dérivé du titre de César pour refléter leur héritage supposé. De 1452 à 1806, à l'exception des années 1742-1745, seuls les membres de la famille des Habsbourg étaient « empereurs du Saint-Empire romain germanique ».
En 1806, le Saint-Empire romain germanique fut dissous, mais le titre de kaiser fut conservé par la maison de Habsbourg, dont le chef, à partir de 1804, portait le titre de kaiser d'Autriche. Après 1273, les Habsbourg fournirent la plupart des rois et empereurs du Saint-Empire romain germanique, ils se considérèrent donc comme les héritiers légitimes du titre qu'ils avaient adopté. Malgré les ambitions des Habsbourg, l'Empire autrichien ne pouvait plus prétendre régner sur la majeure partie de l'Allemagne, même s'il régnait sur de vastes zones de terres habitées par des non-Allemands en plus de l'Autriche. Selon l'historien Friedrich Heer, l'empereur autrichien des Habsbourg restait une « auctoritas » d'un genre particulier. Il était « le petit-fils des Césars », il restait le patron de la sainte Église, mais sans exclure les autres religions. Dans cette tradition, l'empereur autrichien se considérait comme le protecteur de ses peuples, des minorités et de toutes les communautés religieuses. À cet égard, les minorités de la monarchie des Habsbourg, mais aussi les Juifs  d'une part et les musulmans  d'autre part, étaient particulièrement fidèles à l'empereur (en allemand : « kaisertreu »).
En 1867, l'Empire autrichien fut divisé en l'État d'Autriche-Hongrie (la monarchie du Danube), avec François-Joseph Ier, comme son successeur Charles Ier, étant empereur d'Autriche et roi de Hongrie. En raison de cette tradition ininterrompue qui dure depuis des siècles, les membres de la famille des Habsbourg sont aujourd'hui souvent appelés Altesses impériales (en allemand : Kaiserliche Hoheit) et, par exemple, les membres de l'Ordre impérial et royal de Saint-Georges, Chevaliers impériaux. Il y avait quatre kaisers de l'Empire autrichien qui appartenaient tous à la dynastie des Habsbourg . Ils disposaient d'une liste officielle de couronnes, de titres et de dignités ( Grand titre de l'empereur d'Autriche ).
Les kaisers de l'Empire autrichien (1804-1918) étaient :
- François Ier (1804–1835) ;
- Ferdinand Ier (1835–1848) ;
- François-Joseph Ier (1848–1916) ;
- Charles Ier (1916-1918).

Karl von Habsburg est actuellement le chef de la maison de Habsbourg.
Avec l'unification de l'Allemagne (à l'exception de l'Autriche) en 1871, il y eut un débat sur le titre exact du monarque des territoires allemands (tels que les villes impériales libres, les principautés, les duchés et les royaumes) qui acceptèrent de s'unifier sous la direction de la Prusse, formant ainsi le nouvel Empire allemand. Le premier Kaiser lui-même préférait Kaiser von Deutschland (« Empereur d'Allemagne »). Finalement, le choix de son chancelier Bismarck, Deutscher Kaiser(« Empereur allemand ») a été adopté car il impliquait que le nouvel empereur (s'inspirant de la Prusse) était un Allemand, mais n'impliquait pas que ce nouvel empereur avait la domination sur tous les territoires allemands, d'autant plus que le kaiser autrichien aurait été offensé car l'Autriche, habitée par des Allemands, était toujours considérée comme faisant partie des terres allemandes.
Il n'y avait que trois kaisers dans le second Empire allemand. Ils appartenaient tous à la dynastie des Hohenzollern, qui, en tant que rois de Prusse, étaient de facto les dirigeants de la Petite Allemagne (Allemagne à l'exclusion de l'Autriche).
Les kaisers de l'Empire allemand (1871-1918) étaient :
- Guillaume Ier (1871 - 1888) ;
- Frédéric III (9 mars - 15 juin 1888), qui régna pendant 99 jours ;
- Guillaume II (1888 - 1918), sous le règne duquel la monarchie en Allemagne a pris fin vers la fin de la Première Guerre mondiale[1].

Georg Friedrich Ferdinand, prince de Prusse, et est actuellement à la tête de la maison de Hohenzollern, ancienne dynastie régnante de l'Empire allemand et du royaume de Prusse.